# Derryginny

Derryginny est un townland dans la paroisse civile de Tomregan et la baronnie de Tullyhaw, dans le Comté de Cavan, en Irlande.

## Géographie
Le territoire est bordé par les townlands voisins : 
- au nord, Doon et Gortoorlan ;
- à l'ouest, Snugborough et Carrowmore ;
- au sud, Lecharrownahone ;
- et à l'est, Cullyleenan.

La Shannon canalisée coule  vers le nord, le long de la limite est du townland.
La rivière Crooked, le Tanyard Stream dans le canal à côté de Ballyconnell Bridge sont les autres cours d'eau locaux. Un drumlin central de sable argileux bleu culmine à plus de 60 mètres. 
Derryginny est traversé par Church Street, Bridge Street, la nationale N87, la route régionale R205, Derryginny lane, Carrowmore lane et la voie de chemin de fer désaffectée de Cavan & Leitrim Railway. 
Le townland couvre 51 hectares, dont un hectare en eau.

## Toponymie
Le townland tire son nom d'une anglicisation du nom gaélique Doire Goinimhe qui signifie « le bois de chêne sur du sable » dont il faut chercher l'origine soit dans les rives de la rivière locale soit dans la grande carrière située au nord-ouest du terrotire. 
La carte de 1609 de l'Ulster Plantation mentionne Dirrigonie. 
Un acte de 1610 parle de Dirregenny. Un autre de 1630 signale Derrogeny. 
L'enquête du Commonwealth Survey pour 1652 renferme Direganny. 
Derygenny figure sur la carte de 1659 du Down Survey.
Dirigny est écrit en 1663 dans des rôles dits « Hearth Money Rolls ». 
Un acte officiel de 1666 cite Derrogenny alias Derrygenny. 
La carte de William Petty de 1685 signale Deregeny.
En 1790, la liste de noms de Cavan Carvaghs révèle Dirreginny.

## Histoire
Pendant la plantation d'Ulster, par accord du 23 juin 1610, entre autres, le roi James VI attribue  Dirregeny à Hugh Culme, comme partie du manoir de Calva.
Culme cède ses droits de Dirregeny à Walter Talbot de Ballyconnell. Walter Talbot décède le 26 juin 1625 à Ballyconnell et son fils James Talbot lui succède, à l'âge de 10 ans. Le 20 septembre 1630, les terres de Walter Talbot comprennent  Dirregeny. Le colonel George Talbot était propriétaire d'un domaine situé dans le comté de Cecil, dans le Maryland, qu'il a nommé Ballyconnell en l'honneur de sa ville natale du comté de Cavan. George Talbot est nommé arpenteur général du Maryland en 1683. À la suite de la rébellion irlandaise de 1641, la succession de James Talbot à Ballyconnell est confisquée dans le cadre de la loi de Cromwell concernant l'Irlande en 1652. Il est catholique et reçoit une compensation en 1655 à Castle Rubey, comté de Roscommon. Il meurt en 1687.
En 1652, les rebelles irlandais de la région de Ballyconnell sont vaincus et placés sous le contrôle du capitaine de Cromwell, Thomas Gwyllym. Il est originaire de Glenavy, comté d'Antrim, où son père, le révérend Meredith Gwyllym, est vicaire des paroisses de Glenavy, Camlin, Tullyrusk, Ballinderry et Magheragall, de 1622 à peu de temps après 1634.
Le nom de Gwyllym apparaît pour la première fois dans la région en tant que propriétaire du domaine de Ballyconnell dans un acte du Commonwealth Survey de 1652, ainsi que comme commissaire de Cavan dans les ordonnances « Hearth Money » de 1660  et de 1664 où il est indiqué qu'il possède cinq foyers à Ballyconnell. Après la restauration du roi Charles II en 1660, James Talbot tente de lui reprendre le domaine de Ballyconnell mais une dernière concession est accordée à Thomas Gwyllym en août 1666, qui comprend 66 acres et 16 perches de terres rentables et 252 acres de terres non rentables de « Coolonenan » alias « Colelonan ». Thomas Gwyllym décède en 1681 et son fils, le colonel Meredith Gwyllym, hérite du domaine de Ballyconnell, notamment de Derryginny. Les seuls redevables de la taxe étaient alors en 1664 pour les rôles Hearth Money, Richard Harrison et Richard Harrison le jeune, avec pour chacun une parcelle de terre.
Le domaine de Gwyllym est vendu pour 8 000 £ en 1724 au colonel Alexander Montgomery (1686-1729) de Convoy House, comté de Donegal, M.P. (parlementaire) pour le comté de Donegal de 1725 à 1727 et pour le comté de Donegal de 1727 à 1729. Il décède en 1729 et laisse le domaine de Ballyconnell à son neveu George Leslie qui prend alors le nom de George Montgomery (MP), George Leslie Montgomery. George Leslie Montgomery est parlementaire pour Strabane, comté de Tyrone de 1765 à 1768 et pour le comté de Cavan de 1770 à 1787. Lorsqu'il meurt, il laisse la propriété de Ballyconnell à son fils George Montgomery dont la charge est administrée par la Chancellerie pour cause d'incapacité mentale.
Les rôles pour la dîme de 1827 énumèrent les redevables suivants dans le comté : Moore, Sturdy, Netterfield, Flood, Gwynne, Hannon, Cochrane.
L'Ordnance Survey de 1836 donne une description du townland Doire gainimhe, bois de chêne sur du sable. Centre de paroisse. Propriété de Montgomery. Loué au tarif de 2 £ par acre arable. Sol constitué de sable argileux. Une bonne route orientée sud - ouest. Une carrière de craie.
George Montgomery meurt en 1841, la succession passe à ses cousins Enery de Bawnboy. En 1856, ils vendent le domaine pour profiter de sa valeur accrue en raison de l'ouverture du canal de Shannon-Erne, dit « de Woodford », qui est réalisée la même année. Le domaine est divisé entre différents acheteurs.
L'évaluation de Griffith de 1857 indique que les propriétaires du townland sont Magee et Netterfield et que les locataires sont Gwynne, Graham, Schoolhouse, Small, Kells, Netterfield, Donohoe, Caffrey, Wilson et Hannon.
En 2017, un documentaire primé a été réalisé sur le thème d'un agriculteur de Derryginny, Raymond Ovens, âgé de 85 ans.

## Évolution démographique
| Année de recensement | nombre d'habitants     | nombre d'habitations |
| 1841                 | 44                     | 8                    |
| 1851                 | 30 famine de 1845-1847 | 8                    |
| 1861                 | 39                     | 10                   |
| 1871                 | 23                     | 8                    |
| 1881                 | 17                     | 5                    |
| 1891                 | 17                     | 5                    |
| 1901                 | -                      | 6                    |
| 1911                 | -                      | 6                    |

## Enseignement
Dans la collection des Dúchas Schools  figure une mention de la Tanyard School de Derriginny, datant des années 1800.

## Patrimoine local
1. Le siège paroissial de Tomregan (construit en 1949)(en) « Tomregan Church Hall ».
2. L'école de l'église d'Irlande de Tomregan (première construction en 1820 et reconstruction en 1967).
3. Tomregan Masonic Hall (bâtie en 1911)(en) « Masonic Hall »[21].
4. Le pont de Ballyconnell(en) « Ballyconnell Bridge ».
5. Le pont rouge des chemins de fer Cavan and Leitrim Railway (édifié en 1887).
6. Rose Bank House (maison géorgienne bâtie en 1812 comme local abritant la représentation de l'église d'Irlande)[22], [23].
7. Le Star Ballroom (ouvert le 11 février 1949) et la tannerie, deux anciens bâtiments industriels.
8. Il paraîtrait que le gué est l'endroit où a été tué le héros de l'Ulster Conall Cernach dont Ballyconnell tire son nom.